# Yongjin-eup
Yongjin-eup (koreanska: 용진읍) är en köping i Sydkorea. Den ligger i kommunen Wanju-gun i provinsen Norra Jeolla, i den centrala delen av landet, 190 km söder om huvudstaden Seoul.
Den fick status som köping 1 oktober 2015, dessförinnan var det en socken med namnet Yongjin-myeon (용진면).